# Lautaro Simes
Lautaro Simes Bulgarelli (Argentina, 3 de abril de 2000), más conocido como Lautaro Simes, es un jugador profesional argentino de rugby que se desempeña en la posición de segunda línea en Dogos XV, equipo perteneciente a la liga Super Rugby Américas.

## Carrera
Simes comenzó su carrera deportiva con el equipo Tala Rugby Club. En 2023 se unió a Dogos XV, donde lleva jugando dos temporadas. También es parte de la segunda selección argentina de rugby, Argentina XV.